# Duke of Suffolk
Duke of Suffolk war ein erblicher britischer Adelstitel, der dreimal in der Peerage of England verliehen wurde.

## Verleihungen und nachgeordnete Titel

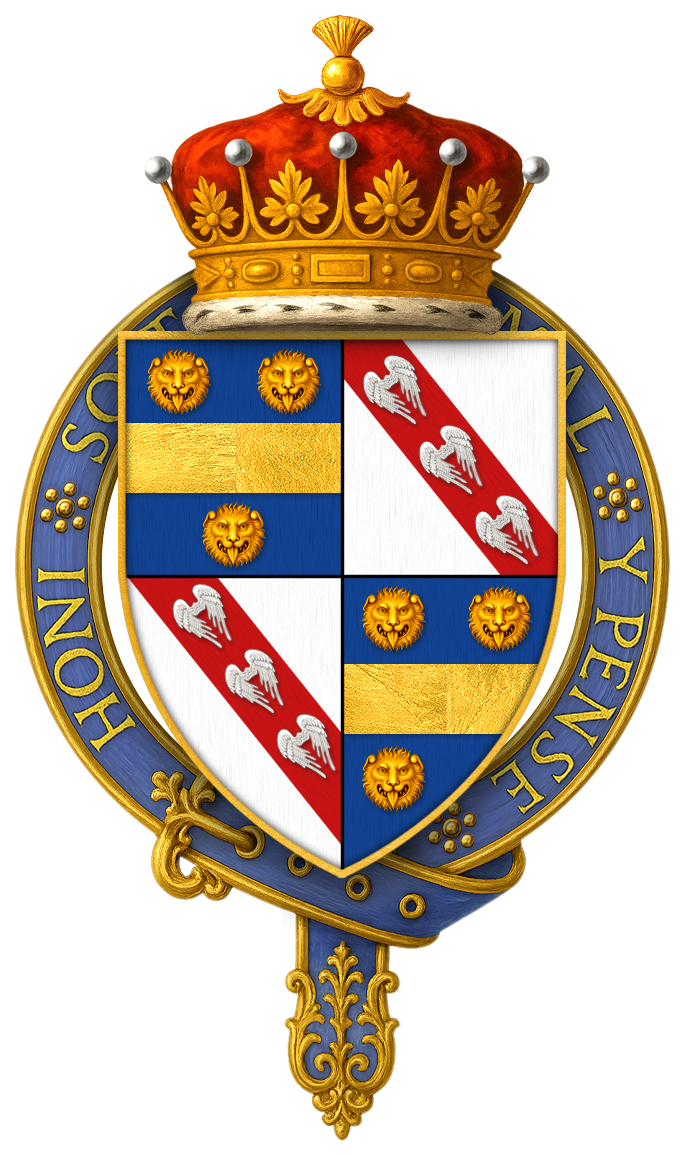
Wappen des William de la Pole, 1. Duke of Suffolk

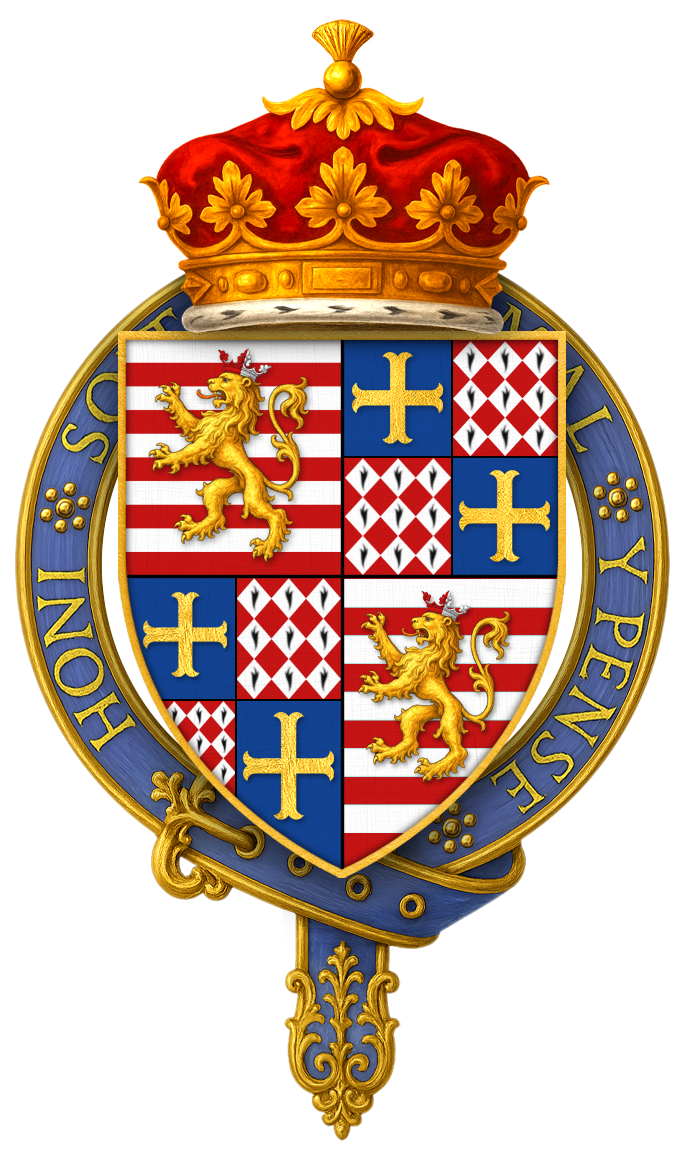
Wappen des Charles Brandon, 1. Duke of Suffolk

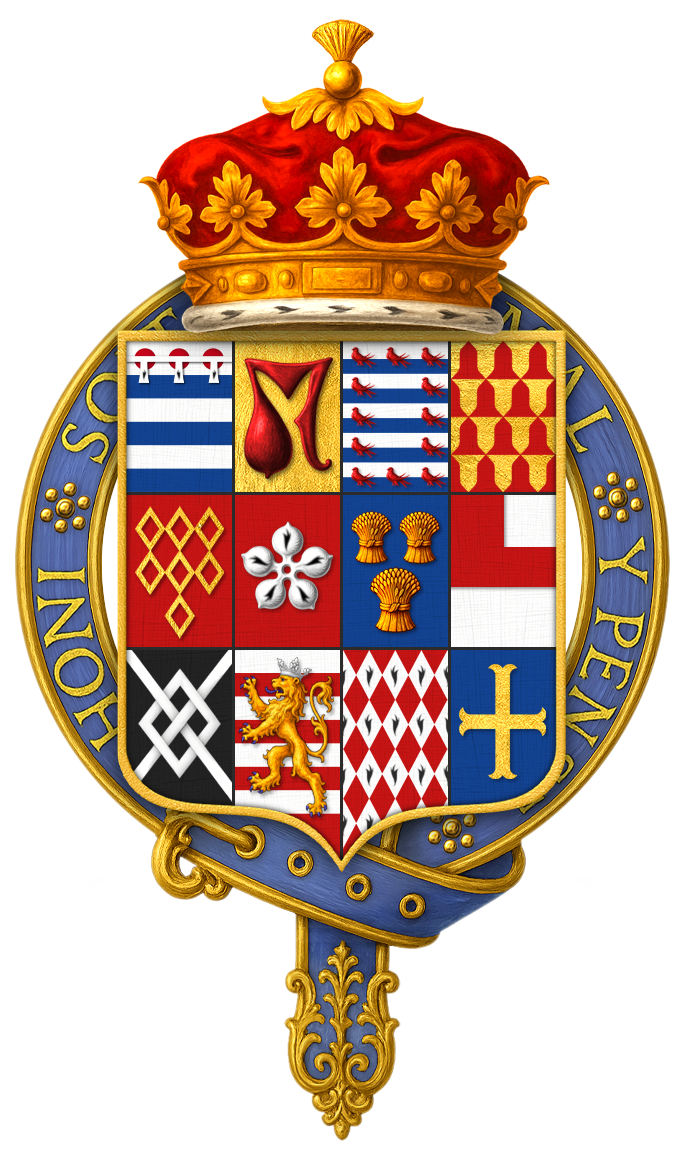
Wappen des Henry Grey, 1. Duke of Suffolk

Der Titel wurde erstmals am 2. Juli 1448 für William de la Pole, 1. Marquess of Suffolk geschaffen. Am 14. September 1444 war ihm bereits der fortan nachgeordnete Titel Marquess of Suffolk sowie am 23. Februar 1447 der Titel Earl of Pembroke, verliehen worden. Zudem hatte er bereits 1444 von seinem verstorbenen Bruder die fortan ebenso nachgeordneten Titel 4. Earl of Suffolk und 4. Baron de la Pole geerbt, die am 6. August 1385 und 28. September 1384 seinem Großvater verliehen worden waren. Alle genannten Titel gehörten zur Peerage of England. Nach militärischen Misserfolgen in Nordfrankreich wurde er 1450 verhaftet und ihm seine Titel aberkannt. Er wurde für fünf Jahre ins Exil verbannt, doch noch auf der Überfahrt nach Frankreich ermordet. Sein Sohn erwirkte 1463 die Rehabilitation seines Vaters und die Wiederherstellung seiner Titel für ihn als 2. Duke. Das Earldom Pembroke wurde ihm nicht wiederhergestellt, sondern erlosch. Der 2. Duke heiratete Elizabeth of York, eine Tante des Königs Heinrich VII., wodurch seine Söhne als mögliche Prätendenten auf den englischen Thron in Frage kamen. Sein Sohn John de la Pole starb 1487 bei seiner Rebellion gegen Heinrich VII., sein Sohn und Erbe Edmund de la Pole, als 3. Duke, sah sich deshalb genötigt am 26. Februar 1493 zugunsten der Krone auf seinen Duke- und Marquesstitel zu verzichten und war fortan als 6. Earl of Suffolk bekannt. Nach erneuten Rebellionen und Verschwörungen erkannte Heinrich VII. ihm 1503 seine verbliebenen Titel ab und ließ ihn schließlich 1513 wegen Hochverrats hinrichten.
Am 1. Februar 1514 wurde der Titel in zweiter Verleihung für Charles Brandon, 1. Viscount L’Isle (Haus Brandon) neu geschaffen. Dieser war bereits am 15. Mai 1513 anlässlich seiner Verlobung der Titel Viscount Lisle verliehen worden, musste aber 1523 auf diesen Titel verzichten, da die Ehe annulliert wurde. Der Titel erlosch, als am 14. Juli 1551 sein Sohn Henry, der 2. Duke, und nur eine halbe Stunde später sein jüngster Sohn Charles, der 3. Duke, starben.
Zuletzt wurde der Titel am 11. Oktober 1551 an Henry Grey, 3. Marquess of Dorset verliehen. Er war mit Lady Frances Brandon, der Schwester der letzten beiden Dukes zweiter Verleihung, verheiratet. Er hatte bereits 1530 von seinem Vater die fortan nachgeordneten Titel 3. Marquess of Dorset (1475), 9. Baron Ferrers of Groby (1300), 9. Baron Harington (1324) und 4. Baron Bonville (1449) geerbt. Nach dem Tod König Eduards VI., 1553, setzte er alles daran, seine Tochter Lady Jane Grey zur Königin zu machen, die die nächste protestantische Verwandte der Tudors war. Der Umsturzversuch gegen die katholische Thronanwärterin Maria I. scheiterte nach wenigen Tagen und Henry wurde am 23. Februar 1554 wegen Hochverrats hingerichtet und ihm alle seine Titel aberkannt.

## Liste der Dukes of Suffolk

### Dukes of Suffolk, erste Verleihung (1448)
- William de la Pole, 1. Duke of Suffolk (1396–1450) (Titel verwirkt 1450)
- John de la Pole, 2. Duke of Suffolk (1442–1492) (Titel wiederhergestellt 1463)
- Edmund de la Pole, 3. Duke of Suffolk (1472–1513) (Titel abgelegt 1493)

### Dukes of Suffolk, zweite Verleihung (1514)
- Charles Brandon, 1. Duke of Suffolk (1484–1545)
- Henry Brandon, 2. Duke of Suffolk (1535–1551)
- Charles Brandon, 3. Duke of Suffolk (1537–1551)

### Dukes of Suffolk, dritte Verleihung (1551)
- Henry Grey, 1. Duke of Suffolk (1517–1554) (Titel verwirkt 1554)